# Жіночий вістник
«Жіночий вістник» — офіційний орган Союзу українок, який висвітлював питання політики, педагогіки, культури і мистецтва, а також основні напрями діяльності українського жіночого руху.
Редакторка видання — Мілена Рудницька.

## Історія
Виходив у 1922 році, у Львові.
Друкувався неперіодично як тематична сторінка до газети «Громадський вістник» та часопису «Діло».
Мав дві рубрики — «Вісти з „Союзу українок“» та «З міжнародного руху».
Публікував офіційні матеріали Союзу українок, а також статті з економічної тематики. В одному випуску повідомив про відмову українських жінок від участі у виборах до польського сейму.
Також містив огляди та спроби вирішення найболючіших проблем українського жіноцтва.